# Mouhamed Faye
Mouhamed Faye (Dakar, 5 febbraio 2005) è un cestista senegalese.

## Carriera
Cestista senegalese cresciuto in Italia nelle giovanili della Pallacanestro Reggiana. Nella stagione 23/24 esordisce in Serie A. 